# Podirei, Bistrița-Năsăud
Podirei (în maghiară Pogyerej) este un sat în comuna Șieu-Măgheruș din județul Bistrița-Năsăud, Transilvania, România.